# Liste des croiseurs de l'United States Navy
Voici la liste des croiseurs américains de l'United States Navy.
Notons que la reclassification des navires de l'United States Navy en 1975 fait passer dans la catégorie des croiseurs plusieurs classes de navires auparavant qualifiés de frégates lance-missiles.

## Symboles
Les numéros de coque des navires américains indiquent le type du bâtiment, par une combinaison de lettres, précédant le numéro de série, à savoir :
- C - Croiseur protégé ou croiseur
- CA - Croiseur lourd
- CB - Grand croiseur
- CC - Croiseur de bataille
- CL - Croiseur léger
- ACR - Croiseur cuirassé

Par la suite des lettres désignant une spécificité furent ajoutées, sur les sigles existants :
- N - À propulsion nucléaire
- G - Armement composé de missiles guidés.

(*) - bâtiment non construit ou non achevé.

## Croiseurs protégés
avant numérotation de coque

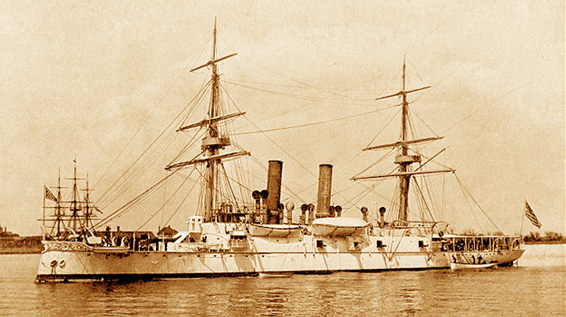
Le croiseur USS Atlanta

- USS Atlanta (1884), croiseur protégé-Squadron of Evolution

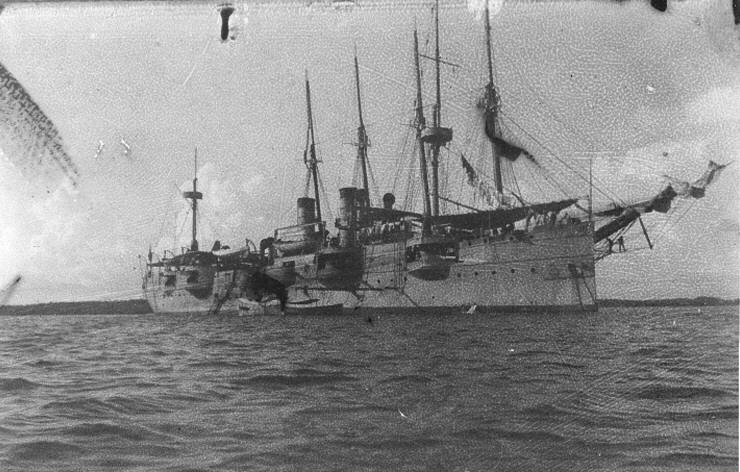
USS Newark (C-1), premier croiseur protégé numéroté

- USS Boston (1884), idem
- USS Chicago (1885), idem
- Harvard (1888) (en)
- Vesuvius (1888) (en)
- Badger (1889) (en)
- Panther (1889) (en)
- Yale (1889) (en)
- Prairie (1890)
- Buffalo (1892) (en)
- Yankee (1892) (en)
- Yosemite (1892) (en)
- Dixie (1893) (en)
- St. Louis (1894) (en)
- St. Paul (1895) (en)
- New Orleans (1896) (en)
- Albany (1899) (en)
- Frankfurt (1915)

avec numérotation de coque
- USS Newark (C-1)
- USS Charleston (C-2)
- (C-3) Baltimore (en)
- (C-4) Philadelphia (en)
- (C-5) San Francisco (en)
- (C-6) Olympia
- (C-7) Cincinnati (en)
- (C-8) Raleigh (en)
- (C-9) Montgomery (en)
- (C-10) Detroit (en)
- (C-11) Marblehead (en)
- Classe Columbia :
  - (C-12) Columbia
  - (C-13) Minneapolis
- Classe Denver :
  - (C-14) Denver (en)
  - (C-15) Des Moines (en)
  - (C-16) Chattanooga (en)
  - (C-17) Galveston (en)
  - (C-18) Tacoma (en)
  - (C-19) Cleveland (en)
- Classe Saint Louis :
  - (C-20) St. Louis
  - (C-21) Milwaukee (en)
  - (C-22) Charleston

## Croiseurs cuirassés

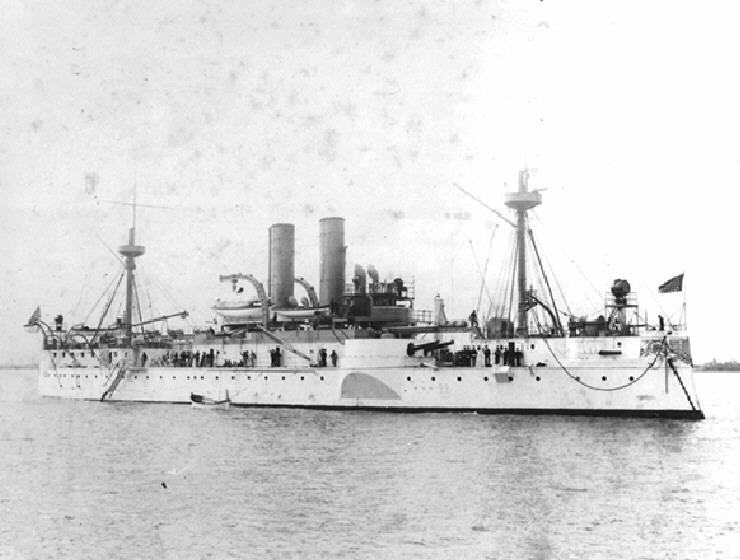
L'USS Maine (ACR-1).

À part le Maine perdu à la suite d'une explosion en 1898, ils furent tous reclassés en croiseurs lourds (CA) entre 1916 et 1921.
- USS Maine (ACR-1) par la suite classé comme cuirassé de seconde classe
- USS New York (ACR-2) - Saratoga (ACR-2) - Rochester (CA-2)
- USS Brooklyn (ACR-3) - Brooklyn (CA-3)
- Classe Pennsylvania :
  - USS Pennsylvania (ACR-4) - Pittsburgh (CA-4)
  - USS West Virginia (ACR-5) - Huntington (CA-5)
  - USS California (ACR-6) - San Diego (CA-6)
  - USS Colorado (ACR-7) - Pueblo (CA-7)
  - USS Maryland (ACR-8) - Frederick (CA-8)
  - USS South Dakota (ACR-9) - Huron (CA-9)
- Classe Tennessee :
  - USS Tennessee (ACR-10) - Memphis (CA-11)
  - USS Washington (ACR-11) - Seattle (CA-11)-(IX-39)
  - USS North Carolina (ACR-12)- Charlotte (CA-12)
  - USS Montana (ACR-13) - Missoula (CA-13)

## Croiseurs lourds
- Classe Pensacola : (1929-1930)
  - USS Pensacola (CA-24)
  - USS Salt Lake City (CA-25)
- Classe Northampton : (1930-1931)
  - USS Northampton (CA-26)
  - USS Chester (CA-27)
  - USS Louisville (CA-28)
  - USS Chicago (CA-29)
  - USS Houston (CA-30)
  - USS Augusta (CA-31)
- classe New Orleans : (1934-1937)
  - New Orleans (CA-32)
  - Astoria (CA-34)
  - Minneapolis (CA-36)
  - Tuscaloosa (CA-37)
  - San Francisco (CA-38)
  - Quincy (CA-39)
  - Vincennes (CA-44)
- Classe Portland : (1932-1933)
  - Portland (CA-33)
  - Indianapolis (CA-35)
- Classe Wichita: (1939)
  - USS Wichita (CA-45)
- Classe Baltimore : (1943-1946)
  - CA-68 Baltimore
  - CA-69/CAG-1 Boston
  - CA-70/CAG-2 Canberra
  - CA-71 Quincy
  - CA-72 Pittsburgh
  - CA-73 Saint Paul
  - CA-74/CG-12 Columbus
  - CA-75 Helena
  - CA-130 Bremerton
  - CA-131 Fall River
  - CA-132 Macon
  - CA-133 Toledo
  - CA-135 Los Angeles
  - CA-136/CG-11 Chicago
- Classe Oregon City : sous classe Baltimore

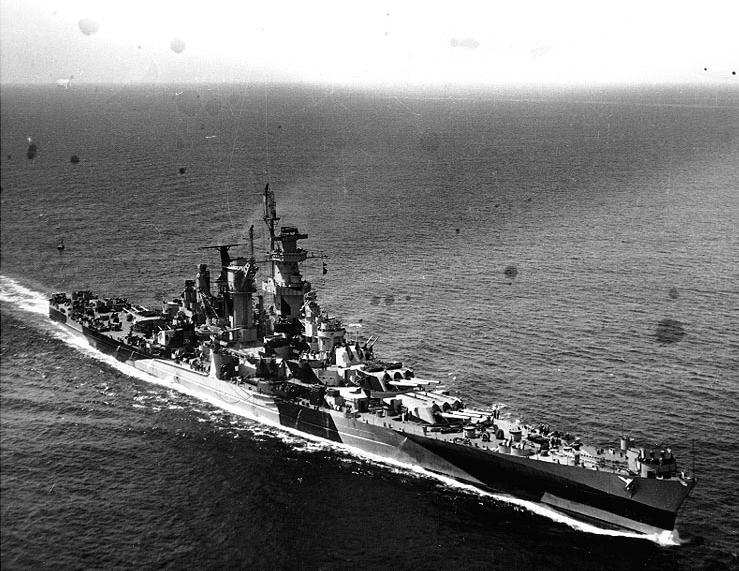
L'USS Alaska en route pour le pacifique le 11 septembre 1944

  - CA-122 Oregon City
  - CA-123/CG-10 Albany
  - CA-124 Rochester
  - CA-125/ClC-1 Northampton
  - CA-126 Cambridge *
  - CA-127 Bridgeport *
  - CA-128 Kansas City *
  - CA-129 Tulsa *
  - CA-137 Norfolk *
  - CA-138 Scranton *
- Classe Des Moines : (1948-1949)
  - CA-134 Des Moines
  - CA-139 Salem
  - CA-140 Dallas *
  - CA-148 Newport News
- Classe Alaska: (1944-1945)L'USS Alaska en route pour le pacifique le 11 septembre 1944
  - (CB-1) Alaska
  - (CB-2) Guam
  - (CB-3) Hawai
  - (CB-4) Philippines
  - (CB-5) Puerto Rico
  - (CB-6) Samoa

## Croiseurs légers

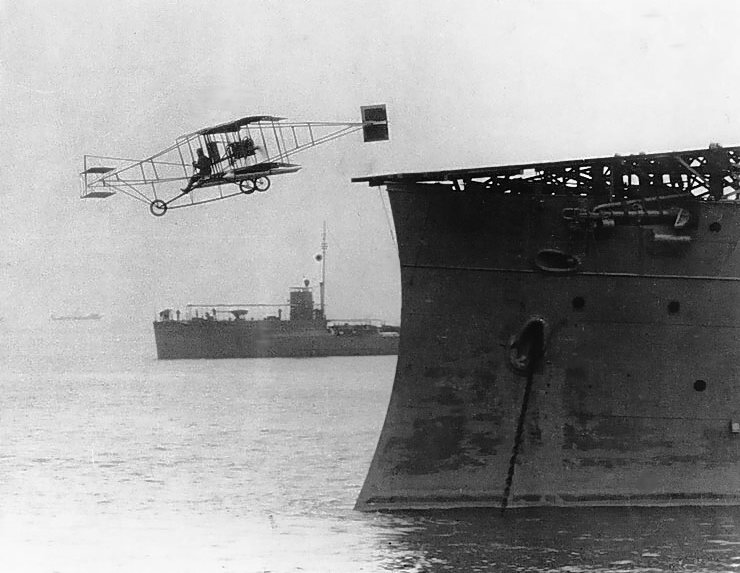
Premier vol « aéronaval » le 14 novembre 1910 par le pilote civil américain Eugene Ely depuis le croiseur USS Birmingham (CL-2)

- Classe Chester : (scout cruiser - 1908)
  - CL-1 Chester
  - CL-2 Birmingham
  - CL-3 Salem
- Classe Omaha : (1923-1925)
  - CL-4 Omaha
  - CL-5 Milwaukee
  - CL-6 Cincinnati
  - CL-7 Raleigh
  - CL-8 Detroit
  - CL-9 Richmond
  - CL-10 Concord
  - CL-11 Trenton
  - CL-12 Marblehead
  - CL-13 Memphis
- Classe Brooklyn : (1938-1939)
  - CL-40 Brooklyn
  - CL-41 Philadelphia
  - CL-42 Savannah
  - CL-43 Nashville
  - CL-46 Phoenix
  - CL-47 Boise
  - CL-48 Honolulu
- Classe Saint Louis (sous-classe Brooklyn):
  - CL-49 Saint Louis
  - CL-50 Helena
- Classe Atlanta :
  - CL-51 Atlanta
  - CL-52 Juneau
  - CL-53/CLAA-53 San Diego
  - CL-54/CLAA-54 San Juan
- Classe Oakland (sous-classe Atlanta) :
  - CL-95/CLAA-95 Oakland
  - CL-96/CLAA-96 Reno
  - CL-97/CLAA-97 Flint
  - CL-98/CLAA-98 Tucson
- Classe Cleveland : (1942-1946)
  - CL-55 Cleveland
  - CL-56 Columbia
  - CL-57 Montpelier
  - CL-58 Denver
  - CL-59 Amsterdam complété comme porte-avions CVL-22 Independence
  - CL-60 Santa Fe
  - CL-61 Tallahassee complété comme porte-avions CVL-23 Princeton
  - CL-62 Birmingham
  - CL-63 Mobile
  - CL-64 Vincennes
  - CL-65 Pasadena
  - CL-66/CLG-7/CG-7 Springfield
  - CL-67/CLG-8 Topeka
  - CL-76 New Haven complété comme porte-avions CVL-24 Belleau Wood
  - CL-77 Huntington complété comme porte-avions CVL-25 Cowpens
  - CL-78 Dayton complété comme porte-avions CVL-26 Monterey
  - Cl-79 Wilmington complété comme porte-avions CVL-28 Cabot
  - CL-80 Biloxi
  - CL-81 Houston
  - CL-82/CLG-6/CG-6 Providence
  - CL-83 Manchester
  - CL-84 Buffalo *
  - CL-85 Fargo complété comme porte-avions CVL-27 Langley
  - CL-86 Vicksburg
  - CL-87 Duluth
  - CL-88 Newark *
  - CL-89 Miami
  - CL-90 Astoria
  - CL-91/CLG-5/CG-5 Oklahoma City
  - CL-92/CLG-4/CG-4 Little Rock
  - CL-93/CLG-93/CG-3 Galveston
  - CL-94 Youngstown *
  - CL-99 Buffalo complété comme porte-avions CVL-29 Bataan
  - CL-100 Newark complété comme porte-avions CVL-30 San Jacinto
  - CL-101 Amsterdam
  - CL-102 Portsmouth
  - CL-103 Wilkes-Barre
  - CL-104 Atlanta
  - CL-105 Dayton
- Classe Fargo : (sous classe)
  - CL-106 Fargo
  - CL-107 Huntington
  - CL-108 Newark *
  - CL-109 New Haven *
  - CL-110 Buffalo *
  - CL-111 Wilmington *
  - CL-112 Vallejo *
  - CL-113 Helena*
  - CL-114 Roanoke*
  - CL-115 (annulé) *
  - CL-116 Tallahassee *
  - CL-117 Cheyenne *
  - CL-118 Chattanooga *
- Classe Juneau
  - CL-119/CLAA-119 Juneau
  - CL-120/CLAA-120 Spokane
  - CL-121/CLAA-121 Fresno
- Classe Worcester : (1948-1949)
  - CL-144 Worcester
  - CL-145 Roanoke
  - CL-146 Vallejo *
  - CL-147 Gary *

## Croiseurs lance-missiles
La reclassification des navires de l'United States Navy en 1975 fait classer, entre autres, les navires de surface, hors porte-avions, à propulsion nucléaire navale comme croiseurs.

### Classe Boston

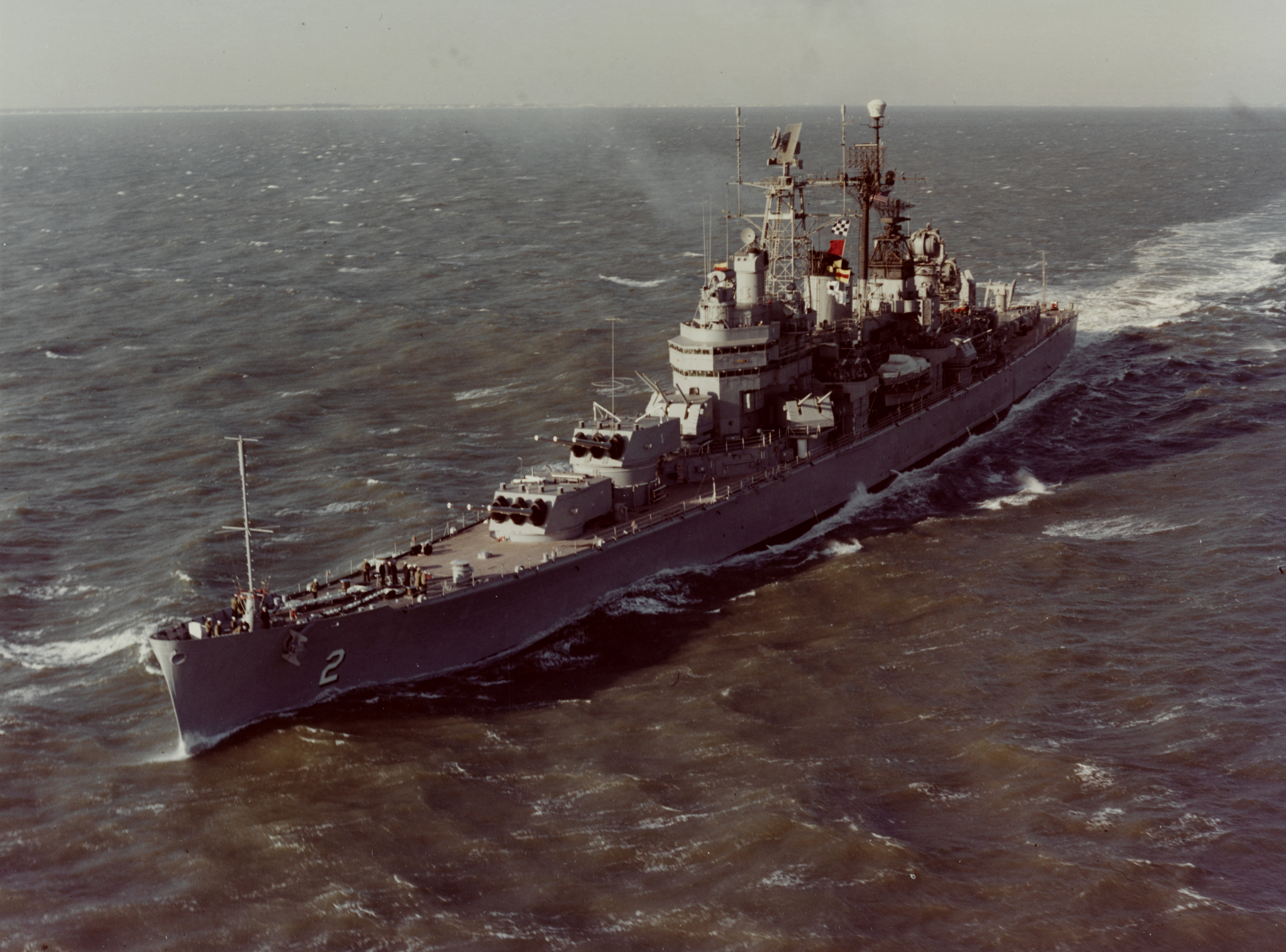
L'USS Canberra (CAG-2)

Les navires de la classe Boston sont les suivants :
- USS Boston (CA-69)
- USS Canberra (CAG-2)

### Classe Galveston
Les navires de la classe Galveston sont les suivants :
- USS Galveston (CLG-3) (en)
- USS Little Rock (CG-4)
- USS Oklahoma City (CG-5)

### Classe Providence
Les navires de la classe Providence sont les suivants :
- USS Providence (CG-6) (en)
- USS Springfield (CG-7)
- USS Topeka (CLG-8) (en)

### Classe Long Beach

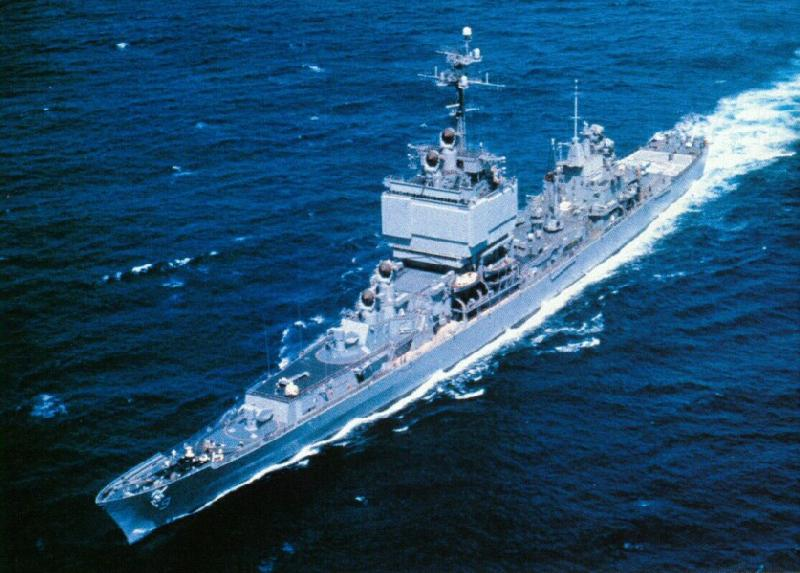
L'USS Long Beach (CGN-9)

- USS Long Beach (CGN-9)

### Classe Albany
Les navires de la classe Albany sont les suivants :
- USS Albany (CG-10) (en)
- USS Chicago (CG-11)
- USS Columbus (CG-12) (en)
- USS Rochester (CG-13) (en) (conversion annulée)
- USS Bremerton (CA-130) (en) (conversion annulée)

Aucun navire ne fut numéroté CG-15 pour passer directement aux navires de la classe Leahy.

### Classe Leahy

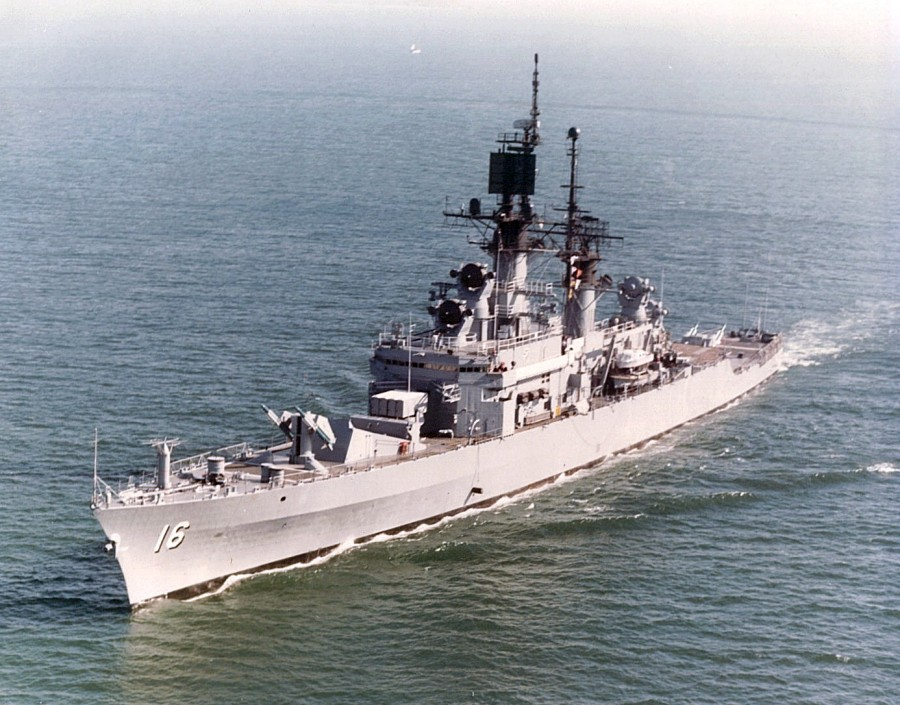
LUSS Leahy (CG-16)

Les navires de la classe Leahy sont les suivants :
- USS Leahy (CG-16) (en)
- USS Harry E. Yarnell (CG-17) (en)
- USS Worden (CG-18) (en)
- USS Dale (CG-19) (en)
- USS Richmond K. Turner (CG-20) (en)
- USS Gridley (CG-21) (en)
- USS England (CG-22) (en)
- USS Halsey (CG-23) (en)
- USS Reeves (CG-24) (en)

### Classe Bainbridge
- USS Bainbridge (CGN-25)

### Classe Belknap

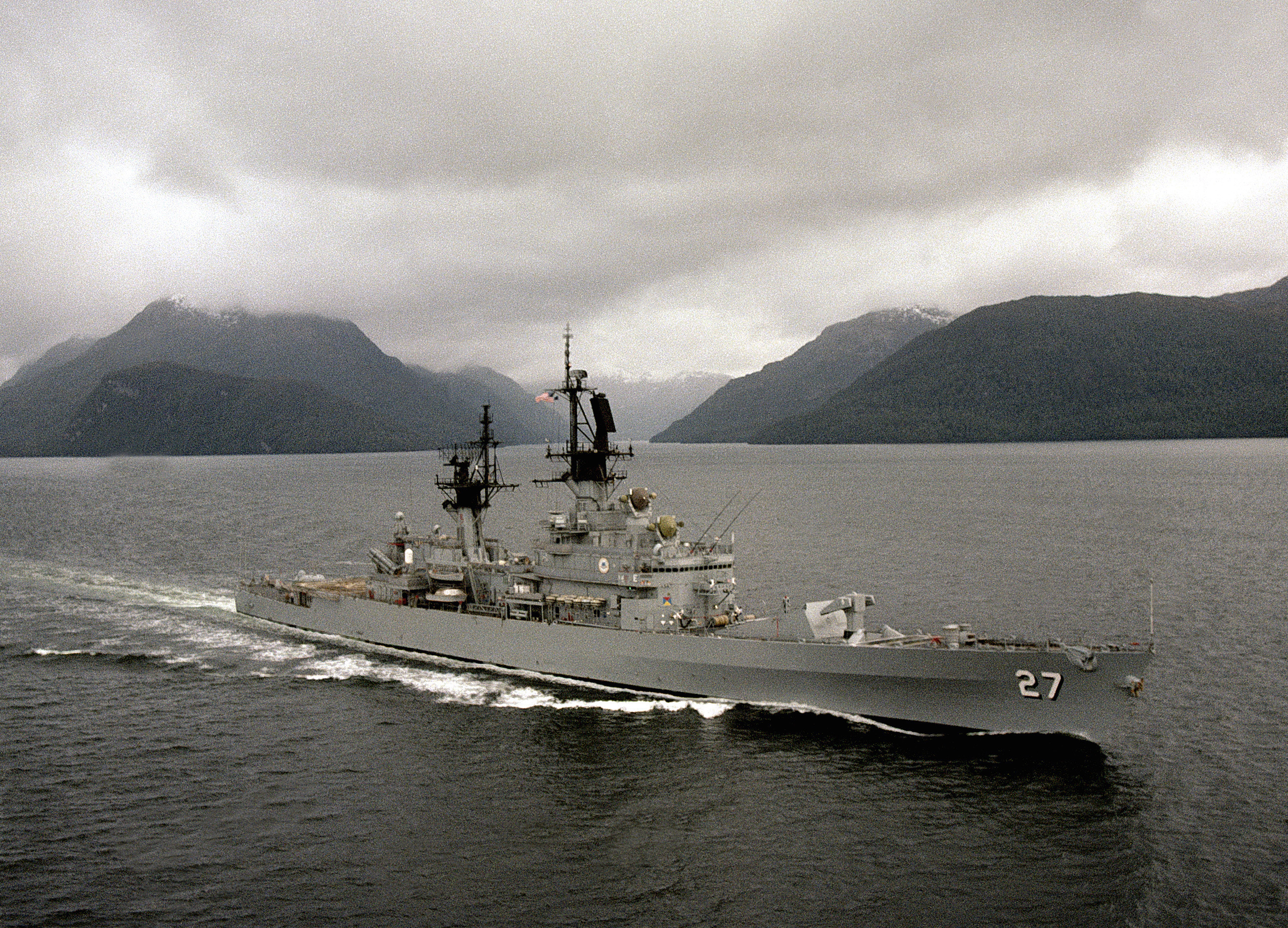
L’USS Josephus Daniels (CG-27).

Les navires de la classe Belknap sont les suivants :
- USS Belknap (CG-26)
- USS Josephus Daniels (CG-27) (en)
- USS Wainwright (CG-28) (en)
- USS Jouett (CG-29) (en)
- USS Horne (CG-30) (en)
- USS Sterett (CG-31) (en)
- USS William H. Standley (CG-32) (en)
- USS Fox (CG-33) (en)
- USS Biddle (CG-34) (en)

### Classe Truxtun
- USS Truxtun (CGN-35) (en)

### Classe California
Les navires de la classe California sont les suivants :
- USS California (CGN-36) (en)
- USS South Carolina (CGN-37) (en)

### Classe Virginia
Les navires de la classe Virginia sont les suivants :
- USS Virginia (CGN-38) (en)
- USS Texas (CGN-39) (en)
- USS Mississippi (CGN-40) (en)
- USS Arkansas (CGN-41)

Le CGN-42 ne fut jamais créé tandis que l'on passa directement du CG-43 au CG-46.

### Classe Ticonderoga

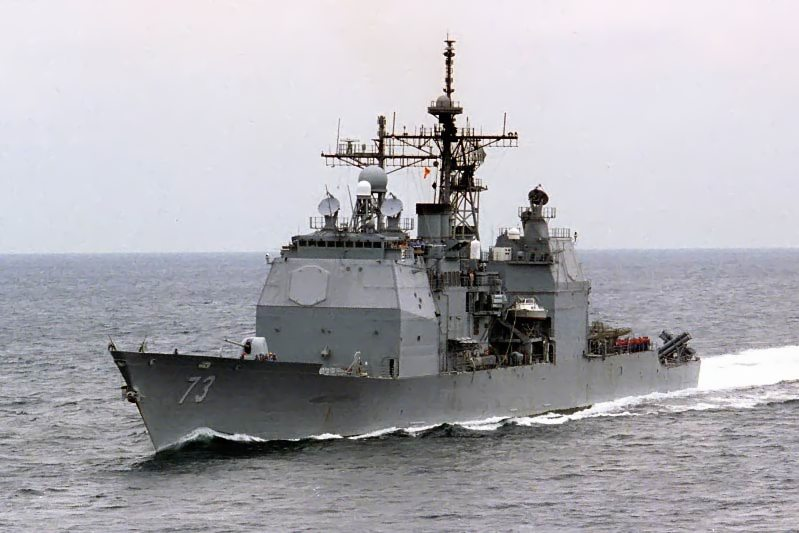
L'USS Port Royal (CG-73)

Les navires de la classe Ticonderoga sont les suivants :
- USS Ticonderoga (CG-47)
- USS Yorktown (CG-48)
- USS Vincennes (CG-49)
- USS Valley Forge (CG-50) (en)
- USS Thomas S. Gates (CG-51) (en)
- USS Bunker Hill (CG-52)
- USS Mobile Bay (CG-53) (en)
- USS Antietam (CG-54) (en)
- USS Leyte Gulf (CG-55)
- USS San Jacinto (CG-56)
- USS Lake Champlain (CG-57)
- USS Philippine Sea (CG-58)
- USS Princeton (CG-59) (en)
- USS Normandy (CG-60)
- USS Monterey (CG-61)
- USS Robert Smalls (CG-62) (en)
- USS Cowpens (CG-63) (en)
- USS Gettysburg (CG-64)
- USS Chosin (CG-65) (en)
- USS Hue City (CG-66) (en)
- USS Shiloh (CG-67) (en)
- USS Anzio (CG-68) (en)
- USS Vicksburg (CG-69)
- USS Lake Erie (CG-70) (en)
- USS Cape St. George (CG-71) (en)
- USS Vella Gulf (CG-72)
- USS Port Royal (CG-73)